# Васильев, Иван Михайлович (полный кавалер ордена Славы)
Иван Михайлович Васильев (20.09.1922 — 27.06.1994) — командир стрелкового отделения 183-го гвардейского стрелкового Краснознамённого полка (59-я гвардейская стрелковая Краматорская Краснознамённая орденов Суворова и Богдана Хмельницкого дивизия, 10-й гвардейский Будапештский стрелковый корпус, 46-я армия, 2-й Украинский фронт), гвардии сержант, участник Великой Отечественной войны, кавалер ордена Славы трёх степеней.

## Биография
Родился 20 сентября 1922 года в деревне Медовка ныне Рамонского района Воронежской области в крестьянской семье. Русский. В 1935 году окончил 5 классов. Работал в колхозе «Россия».
В Красной Армии и действующей армии с июня 1941 года. Воевал на Юго-Западном, Сталинградском, снова на Юго-Западном (с 20 октября 1943 года – 3-й Украинский) и 2-м Украинском фронтах. Принимал участие в оборонительном сражении в Западной Украине, Сталинградской битве, Донбасской наступательной операции, освобождении Левобережной Украины, битве за Днепр, Никопольско-Криворожской, Березнеговато-Снигиревской, Одесской, Ясско-Кишинёвской, Дебреценской, Будапештской и Венской наступательных операциях. В боях дважды был ранен.
Летом 1942 года во время отхода наших войск за реку Оскол гвардии красноармеец И.М.Васильев вышел из окружения со своим пулемётом. В районе села Степановка ныне Горшеченского района Курской области он действовал смело и решительно, уничтожая атакующего противника. В дальнейшем стрелок комендантского взвода штаба дивизии И.М.Васильев охранял командный пункт соединения. При налёте вражеской авиации в районе города Изюм Харьковской области (Украина) он продолжал оставаться на посту и выполнять свои обязанности, невзирая на смертельную опасность. Приказом командира дивизии награждён медалью «За боевые заслуги».
В ходе Ясско-Кишинёвской наступательной операции командир стрелкового отделения 176-го гвардии стрелкового полка (59-я гвардейская стрелковая дивизия, 46-я армия, 3-й Украинский фронт) гвардии сержант Васильев в боях в районе города Тараклия (Молдавия) 21 августа 1944 года одним из первых достиг траншей врага, противотанковой гранатой взорвал огневую точку и уничтожил 25 вражеских солдат. Этим он способствовал успешному продвижению подразделения. Командиром полка представлен к награждению орденом Отечественной войны 2-й степени.
Приказом командира 37-го стрелкового корпуса от 2 октября 1944 года гвардии сержант Васильев Иван Михайлович награждён орденом Славы 3-й степени.  5 февраля 1985 года перенаграждён орденом Славы 1 степени.
28 сентября 1944 года при овладении населённым пунктом Базовичи ныне Северно-Бачского округа автономного края Воеводина (Сербия) И. М. Васильев  первым со своим отделением ворвался в село Базовичи, гранатами и огнём уничтожили 3 огневые точки и до 25 вражеских пехотинцев. Сам Васильев автоматным огнём убил 13 немцев и уничтожил пулемётную точку противника. Командиром полка представлен к награждению орденом Красной Звезды.
Приказом командира 59-й гвардейской стрелковой дивизии гвардии генерал-майора Карамышева Г. П. 12 октября 1944 года гвардии сержант Васильев Иван Михайлович награждён вторым орденом Славы 3-й степени.
25 марта 1945 года при овладении оборонительной позицией противника в каменоломнях южнее населённого пункта Шюттё ныне Эстергомского яраша медье Комаром-Эстергом (Венгрия) И. М. Васильев со своим отделением зашёл в тыл противнику и внезапной атакой уничтожил расчёты 2 станковых пулемётов и до 10 немецких солдат, захватил 8 пленных и 3 станковых пулемёта. В бою отделение не имело ни одной потери. 

При дальнейшем наступлении на село Шютте, будучи в боевых порядках, был тяжело контужен командир батальона. Васильев И. М. взял на плечи и на себе вынес потерявшего сознание командира батальона с поля боя на командный пункт. Возвратившись в роту, продолжил бой за овладение селом Шютте— наградной лист к награждению орденом Славы 2-й степени
.
Приказом командующего 46-й армией от 26 июля 1945 года гвардии сержант Васильев Иван Михайлович награждён орденом Славы 2-й степени.
В ноябре 1946 года демобилизован. Вернулся в родную деревню Медовка. Работал заведующим птицефабрикой колхоза «Россия».
Указом Президиума Верховного Совета СССР от 5 февраля 1985 года в порядке перенаграждения 
Васильев Иван Михайлович награждён орденом Славы 1-й степени.
Скончался 27 июня 1994 года. Похоронен в деревне Медовка ныне Рамонский район Воронежская область.

## Награды
- Орден Отечественной войны I степени (11.03.1985)[6]

- Полный кавалер ордена Славы:
  - орден Славы I степени (05.02.1985)[7] Перенаграждён со вторичного ордена Славы 3-й степени от 2 октября 1944 года;
  - орден Славы II степени (26.05.1945)[8];
  - орден Славы III степени (02.10.1944)[9];
- медали, в том числе:
  - «За боевые заслуги» (11.03.1985)[10]
  - «За оборону Сталинграда» (22.12.1942)[11]
  - «В ознаменование 100-летия со дня рождения Владимира Ильича Ленина» (6 апреля 1970)
  - «За победу над Германией в Великой Отечественной войне 1941—1945 гг.» (9 мая 1945[12])[13]
  - «За взятие Будапешта» (9.6.1945)
  - «За взятие Вены» (9.6.1945)
  - «20 лет Победы в Великой Отечественной войне 1941—1945 гг.» (7 мая 1965[14])
  - «30 лет Победы в Великой Отечественной войне 1941—1945 гг.»[15]
  - 40 лет Победы в Великой Отечественной войне 1941—1945 гг.[16]

- - «30 лет Советской Армии и Флота»[17]
  - «40 лет Вооружённых Сил СССР»[18]
  - «50 лет Вооружённых Сил СССР» (26 декабря 1967[19])
- Знак «25 лет победы в Великой Отечественной войне» (1970)

## Память
- На могиле установлен надгробный памятник.
- Его имя увековечено в Главном Храме Вооружённых сил России, и навсегда запечатлено на мемориале «Дорога памяти».